# Ellery Queen's kriminalpocket
Ellery Queen's kriminalpocket är en bokserie med deckarnoveller utgiven av Hemmets Journal på 1960- och 1970-talet. En ny bok gavs ut varje månad och innehöll vanligtvis sju noveller och en kortroman. Serien kan ses som en svensk variant av den amerikanska motsvarigheten Ellery Queen's Mystery Magazine som publicerats sedan 1941.